# Gāpīs
Gāpīs (persiska: گاپیس) är en ort i Iran.   Den ligger i provinsen Västazarbaijan, i den nordvästra delen av landet, 500 km väster om huvudstaden Teheran. Gāpīs ligger 1 285 meter över havet och antalet invånare är 542.
Terrängen runt Gāpīs är platt norrut, men söderut är den kuperad.Runt Gāpīs är det ganska tätbefolkat, med 60 invånare per kvadratkilometer. Närmaste större samhälle är Mahabad, 19,2 km söder om Gāpīs. Trakten runt Gāpīs består till största delen av jordbruksmark.